# Зиґмунтово (Вишковський повіт)
Зиґмунтово (пол. Zygmuntowo) — село в Польщі, у гміні Длуґосьодло Вишковського повіту Мазовецького воєводства.
Населення — 107 осіб (2011).
У 1975-1998 роках село належало до Остроленцького воєводства.

## Демографія
Демографічна структура станом на 31 березня 2011 року:
|          | Загалом | Допрацездатний вік | Працездатний вік | Постпрацездатний вік |
| -------- | ------- | ------------------ | ---------------- | -------------------- |
| Чоловіки | 58      | 10                 | 41               | 7                    |
| Жінки    | 49      | 7                  | 29               | 13                   |
| Разом    | 107     | 17                 | 70               | 20                   |